# 150 (szám)
A 150 (százötven) a 149 és 151 között található természetes szám.
A 150 előáll nyolc egymást követő prímszám összegeként:
{\displaystyle 7+11+13+17+19+23+29+31}
Ritkán tóciens szám.
A 150 Harshad-szám, mert osztható a tízes számrendszerben vett számjegyeinek összegével.

## A szám a kultúrában
Mózes első könyvének 7. fejezete szerint az özönvíz 150 napig tartott.